# Konstanty Eibel
Konstanty Franciszek Eibel (ur. 22 grudnia 1899 w Żywcu, zm. 20–22 kwietnia 1940 w Katyniu) – kapitan piechoty Wojska Polskiego, uczestnik I i II wojny światowej, ofiara zbrodni katyńskiej.

## Życiorys
Urodził się 22 grudnia 1899 w Żywcu w rodzinie Sylwestra i Marii z Janickich. Ukończył gimnazjum w Krakowie. W czasie I wojny światowej walczył na froncie włoskim. Ukończył szkołę oficerów rezerwy w Opawie.
18 lutego 1919 wstąpił do Wojska Polskiego. Jako dowódca 8. kompanii w 2 pułku piechoty Legionów wziął udział w wojnie z bolszewikami. Wyróżnił się 29 i 30 lipca 1919 w ataku na wsie: Czuczany i Gródek Siemkowski. 1 marca 1921 dowódca II batalionu 2 pp Leg., kapitan Jan Wójcik sporządził wniosek na odznaczenie podporucznika Eibla Orderem Virtuti Militari.
Po zakończeniu działań wojennych pozostał w macierzystym pułku jako oficer zawodowy i został skierowany na kurs oficerski w Szkole Podchorążych w Warszawie. W marcu 1939 pełnił służbę w Batalionie KOP „Łużki” na stanowisku dowódcy 2 kompanii granicznej „Ćwiecino”. 
Podczas kampanii wrześniowej był adiutantem baonu w 3 pułku piechoty Korpusu Ochrony Pogranicza. Został zamordowany między 20 a 22 kwietnia 1940 w lesie katyńskim.
5 października 2007 minister obrony narodowej Aleksander Szczygło mianował go pośmiertnie na stopień majora. Awans został ogłoszony 9 listopada 2007, w Warszawie, w trakcie uroczystości „Katyń Pamiętamy – Uczcijmy Pamięć Bohaterów”.

## Odznaczenia
- Krzyż Walecznych dwukrotnie
- Krzyż Kampanii Wrześniowej – pośmiertnie 1 stycznia 1986[10]